# Побеги
Побеги (на словенски: Pobegi) е село в Словения, Обално-крашки регион, община Копер. Според Националната статистическа служба на Република Словения през 2002 г. селото има 1011 жители.